# Димитър Петров (офицер)
Димитър Христов Петров е български офицер, генерал-майор, летец 1-ви клас.

## Биография
Роден е на 26 юли 1966 г. в Тополовград. Завършва през 1985 г. Техникума по строителство в Стара Загора. От 1985 до 1990 г. учи във Висшето военновъздушно училище в Долна Митрополия и завършва като отличник на випуска. Избира да служи в петнадесети изтребителен авиополк в авиобаза Равнец. Лети на самолети L-29, L-39, МиГ-21 ПФМ, МиГ-21бис, МиГ-29. Там последователно преминава през длъжностите младши пилот (1990 – 1991), старши пилот (1991 – 1994), заместник-командир на звено (1994 – 1996) и като командир на звено (1996 – 1998). През 1998 г. постъпва във Военната академия. През 2000 г. я завършва. След това започва да служи в трета авиобаза в Граф Игнатиево. Там последователно е началник-щаб на втора изтребителна ескадрила (2000 – 2002), командир на ескадрилата (2002 – 2005), заместник-командир по летателната подготовка на авиобазата (2006 – 2012). Между 2012 и 2013 г. учи в Генералщабна академия в Китай специалност „Стратегическо ръководство на отбраната и въоръжените сили“. След завръщането си е началник-щаб на авиобазата (2013 – 2014). От 2014до 2018 г. заместник-командир на авиобазата. От 6 май 2018 г. е бригаден генерал и командир на 3-та авиационна база. На 28 септември 2020 г. е освободен от длъжността командир на трета авиационна база, назначен за командир на Военновъздушните сили на България и удостоен с висше офицерско звание генерал-майор. На 1 април 2025 г. е освободен като командир на Военновъздушните сили и от военна служба.
Награждаван е с Награден знак за вярна служба под знамената – III степен през 2007 г., Плакет на ВВС от командир на ВВС и други.

## Образование
- Техникум по строителство, Стара Загора 1981 – 1985
- ВНВВУ „Г.Бенковски“ 1985 – 1990
- Военна академия „Г.С.Раковски“ 1998 -2000
- Командно-щабен колеж на ВВС в Университет за национална отбрана, Пекин 2012 – 2013

## Военни звания
- Лейтенант (1990)
- Старши лейтенант (1993)
- Капитан (1996)
- Майор (2000)
- Подполковник (2006)
- Полковник (2010)
- Бригаден генерал (6 май 2018)
- Генерал-майор (28 септември 2020)